# Římskokatolická farnost Doudleby
Římskokatolická farnost Doudleby je územním společenstvím římských katolíků v rámci vikariátu České Budějovice - venkov českobudějovické diecéze.

## O farnosti

### Historie
Doudleby byly v historii centrem oblasti, první zmínka o vesnici je již z roku 981. V roce 1143 je zde doložena plebánie a děkanát. Po založení Českých Budějovic význam Doudleb rychle upadl. Ve 14. století zahrnoval doudlebský děkanát 46 farností. Místní fara vznikla přestavbou původní tvrze. 

### Současnost
Farnost je spravována ex currendo z farnosti při kostele sv. Jana Nepomuckého v Českých Budějovicích.
| Fotografie | Kostel              | Místo    | Bohoslužba             | Bohoslužba             | Poznámka     |
| ---------- | ------------------- | -------- | ---------------------- | ---------------------- | ------------ |
|            | Kostel sv. Vincence | Doudleby | neděle čtvrtek         | 11.15 16.30            | farní kostel |
|            | Kaple sv. Barbory   | Doudleby | neslouží se pravidelně | neslouží se pravidelně | obecní kaple |